# اوزگور چویک
اوزگور چویک (به ترکی استانبولی: Özgür Çevik) زاده ۲۷ مه ۱۹۸۱ یک بازیگر اهل ترکیه است وی در آنکارا متولد شده است و از سال ۲۰۰۶ فعالیت خود را در زمینه بازیگری شروع کرد وی علاوه بر بازیگری خوانندگی هم می کند.
از مهمترین سریال هایی که در آن ایفای نقش کرده میتوان به آشیانه ی دلم (Canevim) و غنچه‌های زخمی اشاره کرد.